# Copons de Malmercat
Els Copons de Malmercat eren una branca de la nissaga dels Copons que s'ubicava al Pallars Sobirà a inicis del segle xvi. El primer Copons senyor de Malmercat provenía de la branca dels Copons del Llor, que ja s'havia deslliurat de la branca principal.

## Origen[calcitació]
Els Copons de Malmercat, a començaments del segle xviii, eren senyors del castell de Malmercat i del castell de Glorieta; tenien la jurisdicció civil i criminal sobre els nuclis de Malmercat, Glorieta i Montesclado. Eren Carlans de Tornafort, Saverneda, Embonuy i Montenartró. Posseïen la masia de Copons, una mola de gra al riu del Cantó/Saverneda i l'hostal de Casovall, sota Montardit. Per l'herència de Felicià de Cordelles, eren senyors jurisdiccionals de Castellnou de Bages i de Mura, eren propietaris del mas Cordelles, a Cerdanyola, i de terres en aquest terme. També eren patrons del Col·legi de Cordelles. De Miquel de Cordelles van heretar el mas Anglada a Maçanet amb una casa a la plaça d'aquesta vila.
La nissaga dels Copons de Malmercat començà amb Berenguer de Copons i de Vilafranca, fill de Berenguer de Copons i Bisbal, dels Copons del Llor, senyor del Llor, i germà d'Onofre de Copons i de Vilafranca (president de la Generalitat 1551-1552). El 1516 era Procurador i Administrador General del marquesat de Pallars.
Berenguer de Copons i de Vilafranca casà amb Joana de Toralla, filla d'Antoni de Toralla, senyor de Malmercat, Glorieta i Montesclado.
Miquel Joan de Copons i Toralla (2n Sr de Malmercat), cavaller de l'orde de Sant Joan, casà amb Àngela Tragó, filla del governador del vescomtat de Castellbó. Participà en la guerra del Rosselló (1596 - 1599).
El seu fill, Bernat de Copons i de Tragó (3r senyor de Malmercat), casà amb Àngela de Vilaplana, filla d'una família aristocràtica del Rosselló instal·lada a Perpinyà. Van tenir dos fills, en Francesc de Copons i de Vilaplana, abat de Sta. Mª de Ripoll (1633-51) i l'Onofre de Copons i de Vilaplana, 4t senyor de Malmercat.
Francesc de Copons i de Vilaplana, doctor in utroque iure (civil i canònic) fou abat d'Amer (1616-20), Breda (1620-23) i Ripoll (1633-51) i abat president de la Congregació Benedictina. També va ser oïdor de la Generalitat i participà en la protesta de les institucions catalanes front al nomenament reial del virrei, lloctinent i capità general de Catalunya (1622-23) sense que el nou monarca hagués encara convocat Corts i jurat les constitucions catalanes. Francesc de Copons i de Vilaplana era un orador i escriptor notable i va ser nomenat per a l'ambaixada catalana a Madrid, el maig de 1622, per a exigir el jurament de les constitucions catalanes al nou monarca com a pas previ al nomenament del virrei. Fou publicat a Barcelona el 1622 el seu notable discurs: "Discurso y memorial hecho por D. Francisco de Copons y otros embaxadores en la corte de su Majestat" a propòsit de l'obligatorietat de jurament de les constitucions i privilegis de Catalunya per part de la monarquia. També es destacà com a militar als assetjaments de Puigcerdá, Camprodón, Seo de Urgel, Prats de Motlló i Girona.
J.H. Elliot, al seu llibre La revolta Catalana 1598-1640 cita profusament aquests textos perquè «expressaven admirablement els sentiments del Principat». De fet, quan Madrid va intentar imposar el bisbe de Barcelona com a nou virrei, es va produir una gran agitació a Barcelona «hi hagué una demanadissa tan gran per part del públic d'exemplars de les peticions presentades pels ambaixadors de la Diputació al Rei, que hagué de manar-se fer una altra impressió,...»
Onofre de Copons i de Vilaplana, 4t senyor de Malmercat, casà el 1620 amb Magdalena de Gay i de Ahones, filla de Tomàs de Gay. Va participar en el setge de Salses (1639-40) junt amb els germans de Magdalena, Miquel i Tomàs, que hi van morir..

## Els Copons de Malmercat a la Guerra de Successió 1705-1714
- Jacint de Copons i Gay, 4t senyor de Malmercat, casat amb Magdalena Esquerrer (neboda de Lluís de Esquerrer, canonge de Barcelona), Va tenir quatre fills barons i una noia. Jacint de Copons i Esquerrer, que va seguir la carrera militar i va ser alferes coronel d'infanteria espanyola del terç del comte de Darnius; Manel de Copons i Esquerrer va ser destinat a la carrera eclesiàstica seguint les passes del seu oncle Francesc de Copons i de Vilaplana, abat de Ripoll; Plàcid de Copons i Esquerrer es va formar per a la judicatura i Josep de Copons i Esquerrer va heretà el títol i el patrimoni. Els quatre germans, criats a Malmercat, assolirien les més altes responsabilitats polítiques i militars en els esdeveniments claus de la rebel·lió dels catalans contra la dinastia borbònica.
- Josep de Copons i Esquerrer, 6é senyor de Malmercat, participà en les Corts de 1701 i 1705, insaculat per a diputat militar per la vegueria d'Urgell 1706. Va comandar les forces pallareses en la defensa del Pallars contra les tropes de Felip V dirigint la defensa de Gerri el 1708. Es casà amb Isabel de Cordelles i Ramanyer, pubilla del diputat militar Felicià de Cordelles i Ramanyer, austriacista militant, recompensat amb el marquesat de Mura per Carles III. En reconeixement de la seva aportació a la causa austriacista va ser nomenat marqués de Malmercat per Carles III d'Àustria el 5 de juliol de 1707.
- Plàcid de Copons i de Esquerrer, doctor en Dret, va assolir el càrrec d'oïdor de la Real Audiència de Catalunya durant el període austriacista. Participà en les Corts de 1701 i 1705. El 1702, com a advocat del Braç Militar, va participar i intervenir al Tribunal de Contrafaccions en defensa de les institucions catalanes front a les actuacions del virrei Velasco. El virrei Velasco, per tal de punir als considerats desafectes als borbònics, va fer eliminar el seu nom de les bosses d'insaculació, inhabilitant-lo així per a ocupar els càrrec públics (diputat de la Generalitat) per als quals havia estat proposat. Una vegada instal·lat el govern austriacista fou nomenat per l'arxiduc magistrat de la tercera Sala de la Real Audiència o “Real Consejo”. Col·laborà amb Antoni Berenguer Novell i el general Rafael Nebot que comandaven l'exèrcit organitzat per tal d'aixecar la resistència del principat (agost-octubre 1713) i trencar el setge de Barcelona. Va romandre en els llocs dirigents de la resistència fins al 1714.
- Manuel de Copons i d'Esquerrer, cambrer del monestir de Santa Maria de Banyoles. Va ser el 119è President de la Generalitat entre els anys 1707-1710. Durant aquests anys Manuel de Copons i d'Esquerrer presidí la Conferència dels Tres Comuns juntament amb el conseller en cap de Barcelona, Josep Areny i Garriga i el protector del Braç Militar, Josep Galceran de Pinòs i Rocabertí. El 16 d'agost de 1713 Manel de Copons era a Barcelona i va formar part de la junta (novena d'habilitadors) per a l'elecció dels darrers diputats que tindria la Generalitat abans del decret de Nova Planta.
- Jacint de Copons i Esquerrer. Militar, va participar en la defensa de Girona, assetjada per un exèrcit francès de 14.000 homes, el juny de 1684".
- Maria de Copons i Esquerrer, es va casar l'11 de maig de 1680 amb Anton Félix de Gallart i Guàrdia originari de Benabarre, senyor de Salinas de Trillo.
- Josep de Copons i Esquerrer i Isabel de Cordelles van tenir 13 fills vius. Francesc de Copons i de Cordelles, el primogènit, va ser el 7è Sr. de Malmercat. La seva germana, Maria Anna de Copons i de Cordelles, es va casar en primeres núpcies amb Josep Subirà i Julià, baró d'Eroles i d'Abella, qui va participar en les Corts del 1701-1702 i del 1705-1706. La seva germana, Caterina de Copons i de Cordelles, casà en primeres núpcies amb Josep de Copons i Armengol (Copons del Llor) i en segones amb Josep Antoni Mata i de Copons, comte de la Torre de Mata, un dels capitans de la Coronela de Barcelona i membre de la Junta de Guerra.

Els Copons de Malmercat tenien una casa a la plaça de Sta. Anna.

## La fi dels Copons de Malmercat
Josep de Copons i de Cordelles i de Lentorn (1725-1774) va ser el 8è senyor de Malmercat. Bonaventura de Copons i de Pont va ser el 9è (1773 - ?). Francesc Antoni de Copons de Cordelles i de Vilallonga (germanastre de Bonaventura, ? - 1832) va ser el 10è senyor de Malmercat. Els Copons de Malmercat van arrendar les seves explotacions a pagesos de la comarcaes i van traslladar a viure a Barcelona a partir de 1790. Per manca de descendència masculina el patrimoni dels Copons va passar successivament a mans del Castillón i dels Bielsa que es van arruïnar i sembla que no van deixar descendents.